# Jean-François Baril (homme d'affaires)
Pour les articles homonymes, voir Jean-François Baril.
Jean-François Baril, né le 29 mars 1962 à Boulogne-Billancourt (Seine), est un ingénieur et chef d'entreprise français. 
Il dirige depuis 2016 HMD Global, l'entreprise exploitant la marque Nokia Mobile pour les smartphones et les tablettes qu'il a co-fondée. Elle est, en 2020, la dernière entreprise européenne majeure encore présente sur le marché des smartphones. À travers Ginko Ventures, il est l'un des actionnaires principaux de HMD Global.

## Biographie
Après avoir effectué ses études en génie mécanique à l'École nationale supérieure des arts et métiers et à l'université Stanford aux États-Unis, il commence sa carrière en 1981 en tant qu'ingénieur de recherche au Commissariat à l'énergie atomique et aux énergies alternatives (CEA). Il rejoint l'année suivante la multinationale française de services et équipements pétroliers Schlumberger. 
En 1984, il dirige la chaîne d'approvisionnement de la division PC de Hewlett-Packard au sein de son siège français à Grenoble jusqu'en 1994. Il est ensuite nommé directeur des achats de Compaq, sous la direction de Tim Cook, l'actuel PDG d'Apple.
En 1999, il rejoint le géant finlandais Nokia Corporation en tant que directeur général des produits (CPO) et vice-président approvisionnement et achats.
En 2015, il fonde Ginko Ventures, une société de capital risque basée à Genève, en Suisse. L'année suivante, il s'associe avec le géant taïwanais Foxconn (Foxconn International Holding) pour relancer la marque Nokia sur le marché des téléphones mobiles en co-fondant HMD Global, une entreprise de droit finlandais. Nokia Corporation délègue la conception, la production et la commercialisation des téléphones et smartphones de marque Nokia par contrat de licence à HMD Global, dont les premiers smartphones sont commercialisés le 1er décembre 2016,,. 
En décembre 2016, il devient membre du conseil d'administration de l'entreprise française de systèmes audio Devialet à la suite d'une levée de fonds,.